# Evan Evagora
Evan Evagora é um ator australiano. Ele é mais conhecido por seu papel como o romulano Elnor na série de tv Star Trek: Picard (2020 – presente).

## Biografia

### Vida pessoal
Evan nasceu em Melbourne, o caçula de sete filhos de Marie e Xristos. Seus pais migraram para a Austrália: sua mãe é de descendente de Maori das Ilhas Cook, Nova Zelândia e seu pai de Chipre.
Evagora cresceu em Melbourne, onde foi para Kew High School . Na escola, ele participava de alguns hobbies como boxe e futebol australiano. Ele também se interessou pelo teatro, escrevendo uma peça na qual fazia o papel de Rove McManus.
Evagora parecia destinado a uma carreira esportiva. Ele ganhou um campeonato estadual de boxe, e jogou pelo Fitzroy Football Club em ambos os jogos da Victorian Amateur Football Association e da Victorian Football Association . Depois da escola, ele passou um ano viajando pela Europa com amigos. Evagora então foi para a escola de cinema no sul de Melbourne .

### Carreira
Durante seus estudos na escola de cinema, Evan foi procurado por uma empresa para ser modelo e mais tarde mudou-se para Sydney e depois para Los Angeles para atuar.
Evan interpretou o papel de Nick Taylor no filme Fantasy Island, lançado em fevereiro de 2020.
Ele tem um papel de protagonista em Star Trek: Picard como Elnor, um romulano especialista em combate corpo a corpo. Ele é o primeiro australiano a ser um membro permanente do elenco de uma série de TV Star Trek . Seu papel rapidamente recebeu o apelido de "Space Legolas" dos internautas, com base em semelhanças com o personagem dos filmes O Senhor dos Anéis, incluindo o estilo do nome.
Em uma entrevista para uma revista australiana publicada em novembro de 2019, Evan disse que estaria filmando a segunda temporada de Star Trek: Picard em 2020.
Em 2022, o ator estreou no jogo de videogame The Quarry, emprestando sua voz, corpo e movimentos para o personagem Nicholas Furcillo, o Nick.

## Filmografia

### Filme
| Ano  | Título           | Função      | Notas |
| ---- | ---------------- | ----------- | ----- |
| 2020 | Ilha da Fantasia | Nick Taylor |       |

### Televisão
| Ano     | Título                       | Função    | Notas                                       |
| ------- | ---------------------------- | --------- | ------------------------------------------- |
| 2019    | Cidade Secreta               | Patrono   | Sem créditos - Episódio: "Pássaro Quebrado" |
| 2020-22 | Jornada nas Estrelas: Picard | Elnor     | 15 episódios                                |
| 2020-22 | A Sala Pronta                | Ele mesmo | 2 episódios                                 |
| 2021    | Em casa e fora               | Mike      | Episódio: "Episódio 7566"                   |

### Videogames
| Ano  | Título     | Função                  | Notas                       |
| ---- | ---------- | ----------------------- | --------------------------- |
| 2022 | The Quarry | Nicholas Furcillo, Nick | Voz, movimentos e aparência |